# Willie gőzhajó
A Willie gőzhajó (angolul Steamboat Willie) egy 1928-as, fekete-fehér amerikai animációs rövidfilm. Walt Disney és Ub Iwerks készítették. 1928-ban mutatták be a Broadwayen, a Broadway Theatre-ben. Az Amazon szerint ebben a filmben tűnt fel először Mickey egér, de amúgy a Plane Crazy című rövidfilmben jelent meg először. Viszont a Willie gőzhajó volt az első Mickey Mouse film, amelyik hangosfilm. Itt tűnt fel először Minnie egér, Mickey barátnője. Ez volt az első Disney hangosfilm, és ez a film ismertette meg Mickey nevét. A filmben Walt Disney szolgáltatta az összes szereplő hangját, ennek ellenére a dialógus érthetetlen. 1994-ben az "50 legjobb rajzfilm" könyvben a tizenharmadik helyre került.

## Cselekmény
Mickey egér egy hajón dolgozik, és hogy társát, Minnie egeret szórakoztassa, hangszerekké változtatja a hajón található tárgyakat, aminek a kapitány, Pete egyáltalán nem örül.